# Autour gabar
Micronisus gabar
Genre
Espèce
Statut de conservation UICN

 LC  : Préoccupation mineure
Statut CITES
L’Autour gabar (Micronisus gabar) est une espèce de rapaces de la famille des Accipitridae. C'est la seule espèce du genre Micronisus.

## Description

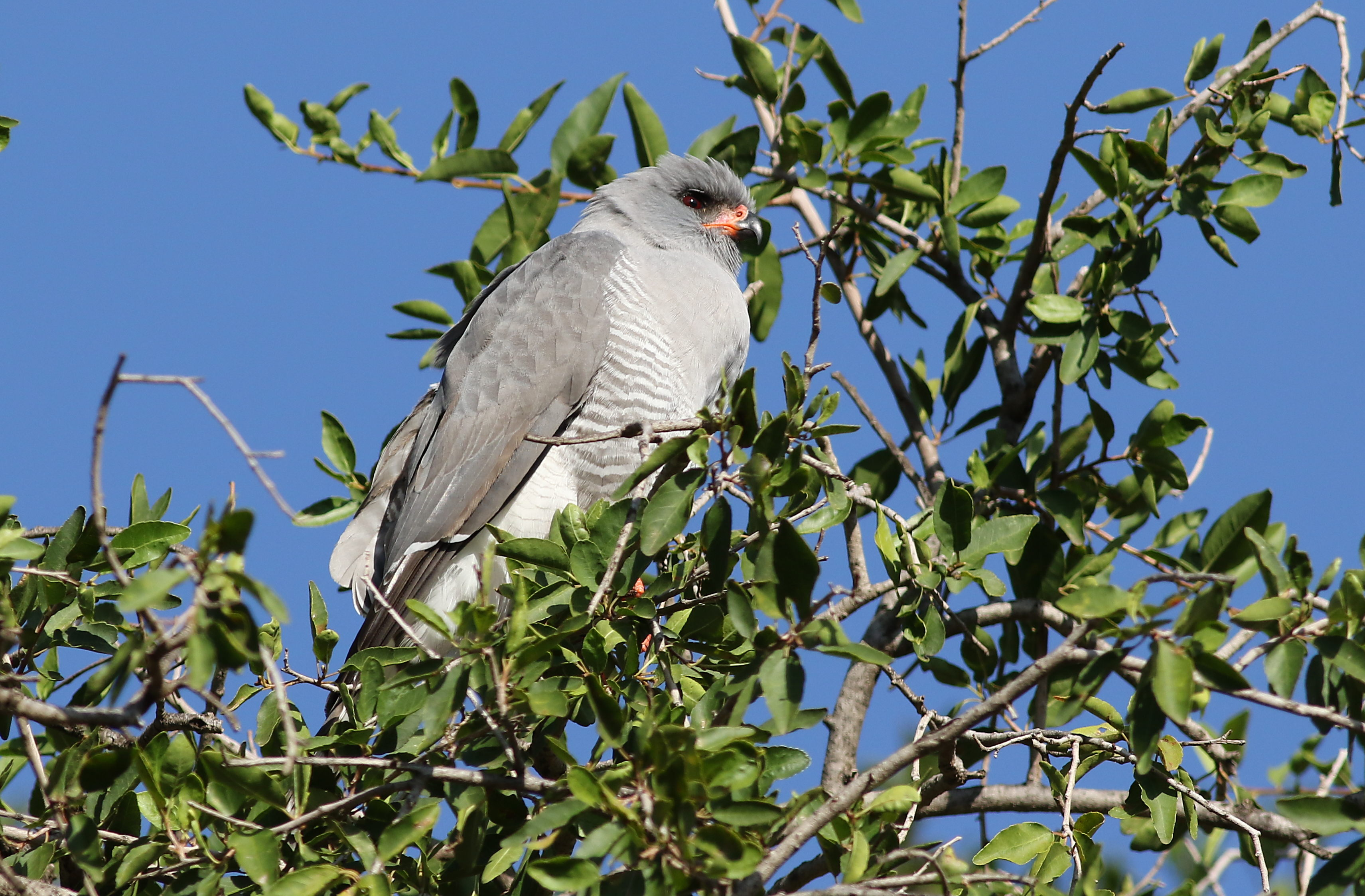
réserve de chasse Pilanesberg

Cet oiseau vit en Afrique subsaharienne (rare en Afrique centrale) et dans le sud-ouest de la péninsule Arabique.

## Sous-espèces
D'après la classification de référence (version 14.1, 2024) de l'Union internationale des ornithologues, l'Autour gabar possède 3 sous-espèces (ordre philogénique) :
- Micronisus gabar niger (Vieillot, 1823) ;
- Micronisus gabar aequatorius Clancey, 1987 ;
- Micronisus gabar gabar (Daudin, 1800).